# Лозовка (Липецкая область)
Лозовка — деревня Чаплыгинского района Липецкой области, административный центр Лозовского сельсовета.

## Географическое положение
Деревня расположена на берегу реки Ряса в 17 км на север от райцентра города Чаплыгин.

## История
В XIX — начале XX века деревня входила в состав Нарышкинской волости Раненбургского уезда Рязанской губернии. В 1906 году в селе было 63 дворов.
С 1928 года деревня являлось центром Лозовского сельсовета Раненбургского района Козловского округа Центрально-Чернозёмной области, с 1948 года — в составе Чаплыгинского района, с 1954 года — в составе Липецкой области.

## Население
| 1859 | 1906 | 2010 |
| ---- | ---- | ---- |
| 312  | ↗473 | ↘149 |

## Инфраструктура
В селе имеются МБОУ Основная школа с. Нарышкино, детский сад, фельдшерско-акушерский пункт, отделение почтовой связи.